# Stéphane Hessel
Pour les articles homonymes, voir Hessel.
Stéphane Frédéric Hessel, né le 20 octobre 1917 à Berlin et mort le 27 février 2013 à Paris 14e, est un diplomate, résistant, écrivain et militant politique français d'origine allemande.
Né allemand, Stéphane Hessel arrive en France à l’âge de 8 ans. Naturalisé Français en 1937, normalien, il rejoint les Forces françaises libres, en 1941, à Londres. Résistant, il est arrêté et déporté à Buchenwald, qu’il parvient à quitter vivant grâce à une substitution d’identité avec un prisonnier mort du typhus, puis s’évade lors de son transfert du camp de Dora à celui de Bergen-Belsen.
Il entre au Quai d’Orsay en 1945, et fait une partie de sa carrière diplomatique auprès des Nations unies. Homme de gauche et européen convaincu, il est ami de Pierre Mendès France et de Michel Rocard.
Stéphane Hessel est connu du grand public pour ses prises de position concernant les droits de l’homme, la question des « sans-papiers », le conflit israélo-palestinien, ainsi que pour son manifeste Indignez-vous ! paru en 2010, qui connut un succès international.

## Biographie

### Enfance et formation
Stéphane Hessel naît à Berlin durant la Première Guerre mondiale dans une famille protestante allemande. Son père, l'essayiste et traducteur Franz Hessel, est le troisième fils d'Heinrich Hessel, d'origine juive polonaise assimilé à Berlin depuis 1889 et baptisé dans la religion luthérienne. Banquier, il fait fortune dans le commerce de grains.
Sa mère, Helen Grund, est la fille cadette d'un banquier d'origine silésienne, dont la famille a du mal à accepter l'origine de Franz, par antisémitisme. Helen est l'héroïne anticonformiste de Jules et Jim, le roman autobiographique d'Henri-Pierre Roché racontant l'histoire du trio amoureux formé par Henri-Pierre (« Jim »), Helen (« Kathe ») et Franz (« Jules »). Cette histoire a été popularisée par le film de François Truffaut, où le rôle féminin (« Catherine ») est interprété par l'actrice Jeanne Moreau. Dans l’œuvre, en grande partie inédite, de Roché, Stéphane Hessel est figuré par le personnage de Kadi. Stéphane Hessel considère son père comme un homme merveilleusement bon, sage, érudit, mais avec qui, finalement, il gardera peu de contacts. Il se sent plus proche de sa mère, dont il admire l'irrespect et l'ingéniosité. Il voit en elle un être brillant, exigeant et volontaire.
Stéphane Hessel passe son enfance dans la maison familiale de Berlin à 100 m du Tiergarten après un séjour à Hohenschäftlarn/ Schäftlarn, près de Munich. Cependant le pouvoir d'achat de la famille diminuant en raison de l'inflation, les parents sont contraints de louer des pièces de la maison familiale. Franz Hessel travaille pour l'éditeur Ernst Rowohlt et Helen contribue aux finances de la famille. En 1925, désireuse de s'installer à Paris pour rejoindre Henri-Pierre Roché, elle obtient un travail de correspondante de mode pour le journal Frankfurter Zeitung grâce à Joseph Roth et la famille s'installe près de Paris à Fontenay-aux-Roses. Après un an passé à l'école communale de Fontenay-aux-Roses, Stéphane entre en 6e à l'École alsacienne, où il effectuera toute sa scolarité jusqu'au baccalauréat.
La famille emménage, durant l'été de 1927 à Paris, rue Ernest-Cresson. Durant les années qui suivent, Stéphane a la chance de rencontrer Marcel Duchamp, Man Ray, Le Corbusier, Philippe Soupault, Jules Pascin, Calder, Picasso, Max Ernst et André Breton. Son père Franz partage son temps entre Paris et Berlin jusqu'en 1930, date à laquelle il s'installe de manière durable dans la capitale allemande. Il est rejoint un an plus tard par son fils aîné Ulrich Hessel, tandis que Stéphane reste à Paris avec leur mère.
En juin 1933, Stéphane est reçu au baccalauréat de philosophie et en automne de la même année il s'installe chez son oncle à Londres, pour suivre les cours de la London School of Economics (LSE), puis il revient à Paris étudier à l’École libre des sciences politiques. En 1935, il est inscrit en hypokhâgne à Louis-Le-Grand et, en 1937, il est reçu à l'École normale supérieure en tant qu'étranger. La même année, il obtient la nationalité française, ce qui le met dans une situation peu ordinaire : ne pouvant plus entrer à l'École normale puisque n'étant plus étranger, il doit se résoudre à repasser le concours. Ce qu'il fera avec succès en 1939, après une licence de philosophie. Au terme d'une « éducation sentimentale » auprès de Jeanne Nys, belle-sœur d'Aldous Huxley de dix-sept ans son aînée, il épouse, au retour d'un voyage commun en Grèce durant l'été de 1939, Vitia, une jeune juive russe, interprète de conférences et fille de Boris Mirkine-Guetzevitch, célèbre professeur de droit constitutionnel en France. Le mariage contrarie sa mère et ses relations avec celle-ci s'en ressentiront durablement. Trois enfants naîtront de cette union après la guerre, Anne, Antoine et Michel.

### Années de guerre
Mobilisé en automne 1939, Stéphane Hessel part faire ses classes à Saint-Maixent comme trois promotions de normaliens et, en mars 1940, il est affecté dans la Sarre. Envoyé au front, il assiste, sans avoir l'occasion de combattre, à la débâcle et, après une longue errance avec son unité, il dépose les armes à Saint-Dié, se retrouvant dans le camp de prisonniers militaires de Bourbonne-les-Bains, d'où il s'évade en compagnie du capitaine Segonne, qui lui parle de l'appel du général de Gaulle. Il rejoint Vitia à Toulouse puis se rend à Marseille via Montpellier et Aziz. C'est là qu'il rencontre Varian Fry, qui est mandaté par Eleanor Roosevelt pour organiser, via le consulat des États-Unis, l'évasion de deux cents (qui seront finalement plus de deux mille) intellectuels en danger.

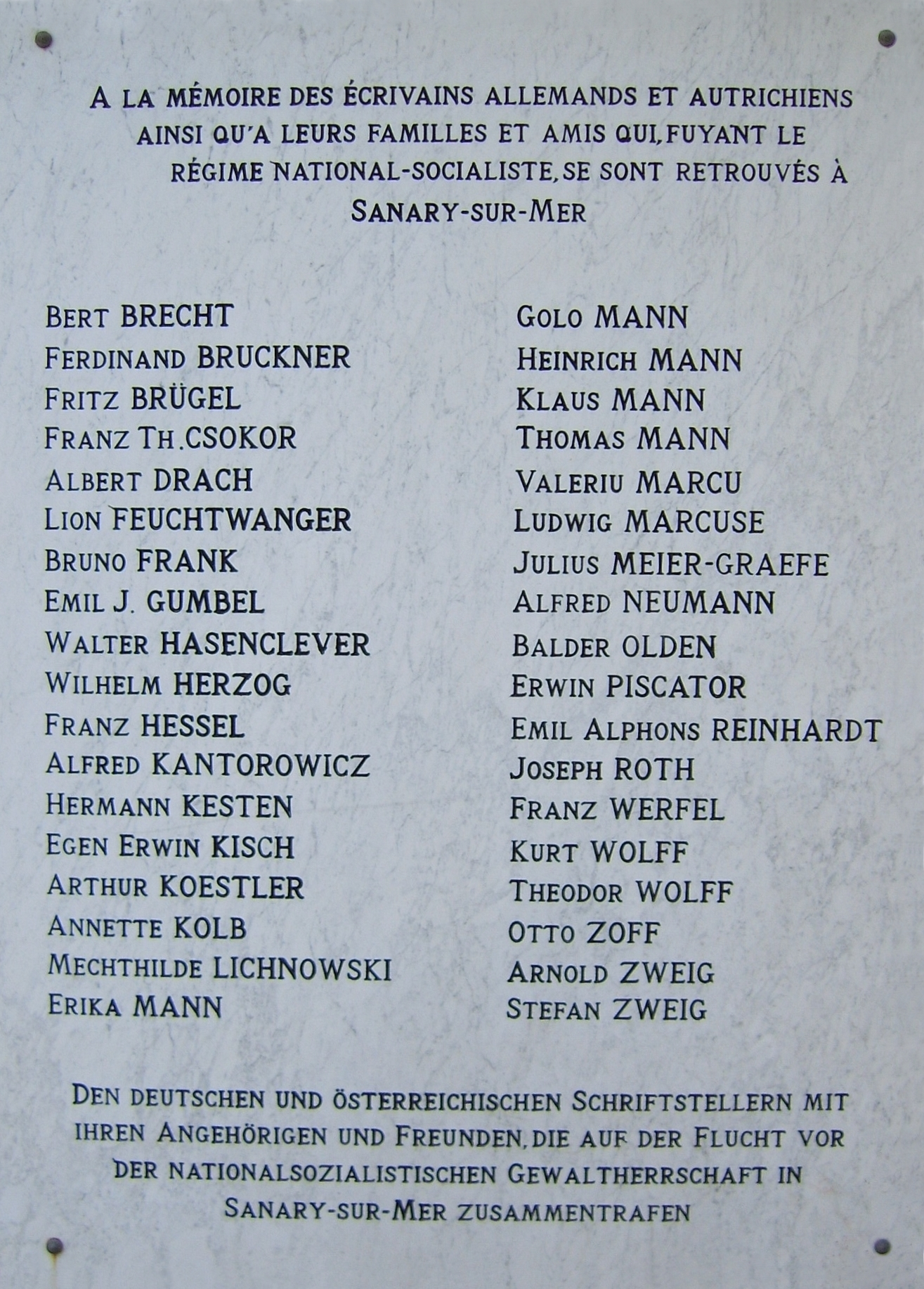
Plaque commémorative pour les exilés allemands et autrichiens de Sanary.

Franz Hessel, fuyant les persécutions nazies et revenu en France peu avant la Nuit de Cristal, est interné une première fois en septembre 1939 au camp de Colombes en tant qu'Allemand. Libéré grâce à l'intervention de Gabriële Buffet-Picabia, il est à nouveau interné en mai 1940 avec son frère Ulrich au camp des Milles, d'où il est libéré grâce aux démarches de sa femme. La famille se retrouve pour Noël à Sanary-sur-Mer, village de la Côte d’Azur où sont réfugiés des intellectuels et artistes allemands depuis 1933. Mais, usé par les épreuves, Franz s'y éteint le 6 janvier 1941 et Stéphane assiste à son enterrement, avec sa mère et son frère, en compagnie d'amis intellectuels et artistes exilés, comme les peintres Erich Klossowski et Anton Räderscheidt, ou encore les écrivains Hans Siemsen et Alfred Kantorowicz.
Stéphane Hessel rejoint alors Londres en passant par Oran, puis Lisbonne où il retrouve Vitia sur le départ pour les États-Unis. À Londres, il rencontre Christian Fouchet, qu'il a connu à l'École alsacienne et qui le convainc d'entrer dans l'aviation. En avril 1941, Hessel fait la connaissance de Daniel Cordier à Camberley. En juin 1941, il est élève navigateur et en mars 1942, il obtient son brevet. Cependant, une rencontre avec Tony Mella le conduit à préférer un poste au Bureau central de renseignements et d'action (BCRA), comme agent de liaison avec l'état-major britannique, dans la section R. En novembre 1942, sa femme Vitia quitte les États-Unis pour le rejoindre. 
En mars 1944, il est déposé à Saint-Amand-Montrond dans le cadre de la mission Gréco pour organiser la dispersion des émetteurs de la résistance. Il est dénoncé sous la menace de la torture par un des radios du réseau, Banquou. Celui-ci, libéré par la Gestapo en échange de sa collaboration, lui donne rendez-vous sous prétexte d'obtenir de nouveaux papiers au café des Quatre Sergents, à Paris, à l'angle du boulevard Raspail et du boulevard du Montparnasse. C'est là, au deuxième étage du café, que « Gréco » est arrêté le 10 juillet. Battu à coups de poing, il ne dit rien, mais il finit à son tour par parler sous le supplice de la baignoire. Il pense pouvoir berner ses tortionnaires en donnant un nom de rue mais un faux numéro, dans l'espoir que l'arrivée de la Gestapo à une adresse voisine de celle où sont cachés ses amis alerte ceux-ci et leur laisse le temps de fuir.
En mai 1944, Vitia rencontre l'ami de Stéphane Hessel, Daniel Cordier, qui vient de rejoindre Londres après vingt mois de mission en France et un internement de deux mois en Espagne. 
Le 8 août, il est déporté, en même temps que trente-six autres agents secrets britanniques, français et belges, en train, à Buchenwald, où ils sont détenus au bloc 17. Seize d'entre eux sont pendus à un croc de boucher le 11 septembre. Onze autres sont exécutés le 5 octobre. Grâce à l'idée de l'agent secret du SOE, Forest Yeo-Thomas, deux prisonniers, l'opposant allemand Eugen Kogon, et le résistant Alfred Balachowsky, qui avaient été affectés aux expériences médicales (essais cliniques de médicaments contre le typhus avec injections de l'agent pathogène), obtiennent la complicité du kapo Arthur Dietzsch et du médecin du camp pour opérer des substitutions entre des agents secrets condamnés à mort et des prisonniers morts du typhus. Trois prisonniers sont ainsi sauvés : Forest Yeo-Thomas lui-même et il choisit Harry Peulevé et Stéphane Hessel. Stéphane Hessel prend alors l'identité de Michel Boitel, mort du typhus le 20 octobre 1944. Il est transféré à Rottleberode dans le Harz comme comptable dans l'usine de trains d'atterrissage. En janvier 1945, après une tentative d'évasion ratée, il est transféré à Dora où il échappe de peu à la pendaison et où il est affecté au nettoyage du camp. L'avancée des armées américaines provoque, le 4 avril, le transfert du camp vers Bergen-Belsen. Dans le train en marche, il démonte deux lattes du plancher, glisse entre les bogies, rejoint les lignes américaines à Hanovre. C'est de son régiment américain qu'il est renvoyé à Paris, où il arrive le 8 mai 1945. Dans ses carnets intimes, Daniel Cordier raconte en date du 10 mai 1945 : « Hessel est rentré, très fêté. Le soir, dîner en son honneur. […] Lui en costume de bagnard, tondu, fatigué par trois heures de voyage et deux ans de prison […]. »
Selon l'historien Sébastien Albertelli, Stéphane Hessel sera par la suite l'une des deux personnes à trier les archives du BCRA avant leur ouverture partielle. En fait, les archives du BCRA ont été triées par le lieutenant Daniel Cordier et Vitia Hessel, dans le cadre d'une mission qui leur avait été confiée par le colonel Manuel lors d'un dîner chez lui à Paris, fin octobre 1944, dans le but de préparer un Livre blanc sur l'action du BCRA pendant la guerre, Cordier (qui avait été le secrétaire de Jean Moulin entre juillet 1942 et l'arrestation de celui-ci en juin 1943) devant s'occuper de l'histoire de l'action militaire et politique de Moulin auprès des mouvements de résistance, et Vitia devant traiter l'histoire du renseignement et de l'action militaire du BCRA. Cordier a écrit à ce sujet : « Vitia Hessel est venue me rejoindre pour achever le classement des archives du BCRA et rédiger le Livre blanc. Elles s’est plongée dans les papiers avec méthode […]. Très souvent, nous déjeunons ensemble car […] j’ai besoin de ses conseils et surtout de ses connaissances pour préparer la partie qui m’est confiée » et « À mesure que la guerre s’avance vers son dénouement, je sens Vitia de plus en plus soucieuse. […] Pour Vitia, la victoire a un nom : Stéphane […], comme tout le monde, j’ai subi la séduction de sa gentillesse, de son intelligence et surtout de son immense culture. […] Pour échapper à cette tristesse, j’essaie de distraire Vitia en l’emmenant au théâtre dont nous sommes friands ». Puis, après le retour de Stéphane Hessel de déportation en mai 1945, celui-ci rejoint Vitia et Cordier pour les aider à rédiger le Livre blanc sur le BCRA.

### Carrière diplomatique
En octobre 1945, il se présente au concours du quai d’Orsay, concours ouvert aux anciens combattants, résistants ou déportés. Reçu quatrième, il entame une carrière dans la diplomatie, qui durera près de quarante ans.
Pour sa première affectation, il choisit un poste de diplomate en Chine mais un séjour préalable aux États-Unis chez les parents de sa femme le fait changer d'avis. C'est auprès d'Henri Laugier, secrétaire général adjoint dans la toute nouvelle ONU, qu'il demande à travailler. Secrétaire en 1946 à la troisième commission de l'assemblée générale, chargée de préparer la rédaction de la charte des droits de l'homme ; il est affecté à la section devant réunir les documents concernant les questions sociales et les droits de l'homme,. Témoin privilégié de la rédaction du premier volet de la charte des droits de l'homme, il assiste en 1948 à Paris, à la signature de celle-ci. Laissons-lui la parole : « J'ai assisté à sa rédaction (…). Mais de là à prétendre que j'en aurais été le corédacteur ! » « Ce travail auquel j'ai été très modestement associé »). Stéphane Hessel considère le vote de cette déclaration en décembre 1948 à Paris comme « un des instants les plus émouvants de [sa] vie », car ils représentent un des ultimes consensus de la communauté internationale, alors que commence la guerre froide.
En 1951, il obtient un poste au ministère des Affaires étrangères, représentant la France aux institutions internationales sur les droits de l'homme et les questions sociales, poste qu'il occupe jusqu'en 1954. Il découvre l'Afrique noire pour la première fois en 1953, lorsqu'il est amené à préparer l'installation d'un bureau régional de l'OMS, à Brazzaville. En juin 1954, Pierre Mendès France devient président du Conseil et ministre des Affaires étrangères. Stéphane Hessel, qui fait partie de la même famille politique, quitte le secrétariat des conférences pour le cabinet de Georges Boris et lorsque Pierre Mendès France quitte les Affaires étrangères pour Matignon, l'équipe dont Stéphane Hessel fait partie l'y suit.
À la chute de Mendès France, Henri Hoppenot invite Stéphane Hessel à l'accompagner au Vietnam pour préparer l'unification du pays. Il se rend alors à Saigon avec femme et enfants et y reste deux ans (de 1955 à 1957). De retour en France, il est détaché à l'Éducation Nationale comme directeur de la coopération à Paris. Il occupe ce poste pendant 5 ans (de 1958 à 1963). De 1963 à 1969, il est en poste à Alger comme diplomate à l'ambassade, où il est chargé de la coopération. En 1969, Pompidou lui propose le poste de directeur aux Nations unies et aux organisations internationales : son rôle est de s'assurer que les représentants soient bien informés des désirs du ministre. En automne 1970, Paul G. Hoffman (en) l'invite à New York pour travailler à ses côtés comme administrateur adjoint au programme des Nations unies pour le développement, où il s'occupe de la politique et de l'évaluation. Il y reste jusqu'à l'arrivée de Rudolph A. Peterson en 1972. Il est alors sans poste à Paris et se trouve à la tête de la délégation française à la Commission économique et sociale pour l'Asie et le Pacifique. En 1974, il est recruté par Pierre Abelin pour entamer une réforme sur la coopération. Il organise des missions de dialogue chargées de se rendre dans les 18 pays signataires des accords de Yaoundé, pour porter un regard critique sur la coopération. Sa connaissance supposée de l'Afrique fait qu'il est choisi en mai 1975 comme négociateur dans l'affaire Claustre. Peu au fait des mécanismes associés à ce rôle, il accumule les erreurs et sa mission est un échec cuisant. Il devient persona non grata dans la coopération africaine, notamment à Ndjamena. En 1976, il travaille à l'Office National pour la promotion culturelle des immigrés, office chargé de promouvoir les cultures de l'immigration, en collaboration avec les pays d'origine. Après l'arrivée de Lionel Stoléru, cet office disparait.
En 1977, Valéry Giscard d'Estaing le nomme ambassadeur auprès de l'ONU à Genève, ce qui est sa première et seule ambassade. Il s'intéresse principalement au problème du développement et tente d'exercer une influence sur les décisions de la CNUCED. Il élabore un traité, mort-né, pour la création d'un fonds commun pour les produits de base, au bénéfice des pays pauvres. Il reste à ce poste jusqu'en 1981.

### Années Mitterrand
À son arrivée au pouvoir, en 1981, François Mitterrand, que Stéphane Hessel a connu ministre de l'Intérieur dans le cabinet Mendès, l'élève à la dignité d'ambassadeur de France. Il est appelé à Paris par Claude Cheysson pour travailler à la réforme de la politique française de développement et est nommé délégué interministériel pour la coopération et l'aide au développement. Quand la question du rattachement de Mayotte à la République des Comores est soulevée en 1982, il est envoyé sur place pour une mission d'observation. Son rapport, favorable au désengagement de la France, n'est pas suivi. La démission de Jean-Pierre Cot de son poste de ministre délégué à la coopération signe le départ de Stéphane Hessel. Le président de l'Assemblée nationale, Louis Mermaz, le choisit le 22 août 1982 pour être un des neuf membres de Haute Autorité de la communication audiovisuelle chargée, sous la présidence de Michèle Cotta, de préserver la liberté de l'information dans le complexe dossier de l'attribution des fréquences aux toutes nouvelles radios locales privées. Ce mandat expire le 10 août 1985.
En 1983, à la Sorbonne, Stéphane et Vitia, qui sont restés « très amis » avec Daniel Cordier depuis la guerre, assistent à la première conférence que celui-ci donne au sujet de son travail de recherche historique sur Moulin.
Sa femme Vitia meurt en 1986 et il épouse, en 1987, Christiane Chabry (1928-2024), pour qui il éprouve depuis trente ans une profonde affection tout en revendiquant un amour indéfectible pour sa première femme.
En 1988, Lionel Stoléru exhibe le rapport d'un groupe de travail sur l'immigration, que Stéphane Hessel avait présidé quelques années auparavant et dont il choisit le titre : « Immigrations : le devoir d'insertion ». En 1990, appelé par le premier ministre Michel Rocard, il siège au Haut Conseil à l'intégration, nouvellement créé, poste qu'il occupe jusqu'en 1993. Dans un rapport commandé par celui-ci, intitulé « Les Relations de la France avec les pays en développement » et remis en 1990, Stéphane Hessel écrit que la politique française devrait être « revue dans le sens d'une plus grande rigueur et du rejet de toute complaisance clientéliste ». Il critique la conception des rapports avec les chefs d'État africains, le gaspillage des crédits et des aides depuis les indépendances. Ce rapport, peu apprécié à l'Élysée, est retiré de la circulation et enterré, comme la plupart des études visant à une transformation de la politique française de coopération en Afrique.
En 1993, il est choisi pour représenter la France à la Conférence mondiale sur les droits de l'homme des Nations unies, qui se tient à Vienne.

### Combats pour les droits de l'homme
À la retraite, Stéphane Hessel reste un ardent défenseur des droits de l'homme et milite pour la paix et la dignité,,.
Stéphane Hessel a été membre de la Commission française consultative des droits de l'homme, que René Cassin avait fondée, ainsi que du Haut Conseil de la coopération internationale.

## Engagement

### Homme de gauche et européen convaincu

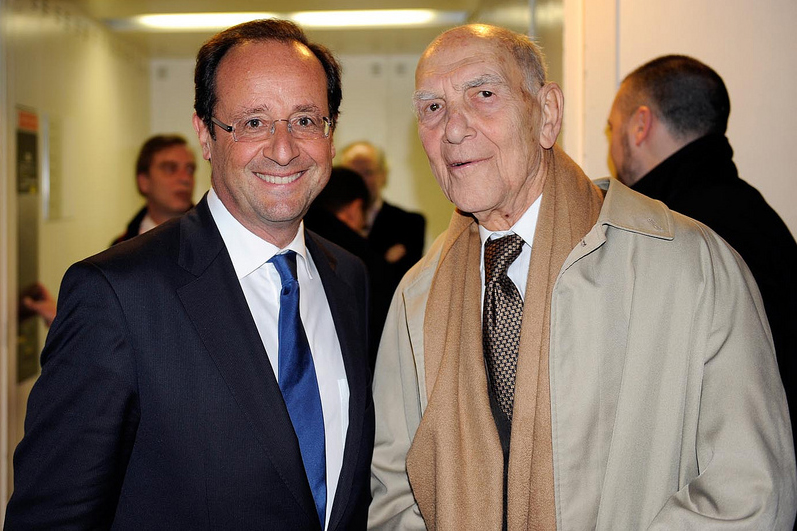
François Hollande et Stéphane Hessel, aux Journées de Nantes, en janvier 2012.

La famille politique de Stéphane Hessel est mendésienne et il reste fidèle à cet homme politique, ami de longue date. L'avènement de la Ve République, en 1958, et l'évolution de celle-ci, l'engage au sein du Club Jean Moulin qu'il fonde avec Daniel Cordier, ancien secrétaire de Jean Moulin, pour défendre « les valeurs démocratiques » du Conseil national de la Résistance (dont il a déclaré n'avoir pas fait partie). Ce groupe de réflexion sur des problèmes de société organise des colloques réunissant des experts. Durant près de six ans, il fait partie de son comité directeur. En 1985, Michel Rocard choisit Stéphane Hessel pour animer et organiser le réseau de soutien de sa candidature à l'élection présidentielle. C'est ainsi que naissent les clubs Convaincre dont Bernard Poignant est le président fondateur, et qui continueront d'exister au-delà du retrait de Michel Rocard à l'élection présidentielle de 1988.
Européen convaincu, Stéphane Hessel pense que la France ne peut avoir de pouvoir sur le plan international qu'à l'intérieur d'une fédération européenne. En 2004, il soutient la pétition Pour un traité de l'Europe sociale, dû à Pierre Larrouturou. Le 15 mars 2009, lors de la convention nationale des comités locaux Europe Écologie, réunie au Parc de la Villette, à Paris, aux côtés de Daniel Cohn-Bendit et de José Bové, Stéphane Hessel annonce sa volonté de soutenir les listes Europe Écologie en vue des élections européennes du 7 juin 2009, dans l'espoir de voir émerger une gauche impertinente qui puisse peser. Le 12 décembre 2009, il confirme ce soutien, en annonçant sa présence en position non éligible sur la liste Europe Écologie Île-de-France, conduite à Paris par Robert Lion, lors des élections régionales de 2010.
En 2012, il s'associe à nouveau avec l'économiste Pierre Larrouturou ainsi qu'avec diverses personnalités comme Susan George, Edgar Morin ou encore Michel Rocard, pour fonder le Collectif Roosevelt. Ce mouvement civique vise à influer sur les décisions des dirigeants politiques, en leur proposant 15 réformes d'ordre financier, économique, social et environnemental.
Il soutient la candidature de François Hollande à l'élection présidentielle de 2012. Au Congrès de Toulouse, il est le premier signataire de la motion Oser plus vite plus loin, avec Pierre Larrouturou et Florence Auger. Cette motion obtient 11,78 % des suffrages militants.

### Relations Nord-Sud
Stéphane Hessel est favorable au développement de l'aide accordée par les pays riches aux pays pauvres et partage cette conception avec Laugier et Manuel Perez-Guerrero. C'est dans ce sens qu'il a agi auprès de la CNUCED lors de son poste à Genève. Il souhaite une profonde réforme de la coopération et la création d'une agence d'aide au développement qui soit au service du ministère des Affaires étrangères.
Il est cofondateur de l'association France-Algérie créée en 1963 et créateur du Guide du coopérant français en Algérie, mine de conseils utiles pour les jeunes du contingent effectuant leur service national dans le cadre de la coopération et pouvant être déroutés par des mœurs leur étant alors si peu familières. Ce guide, mis à jour régulièrement, sera édité et remis à chaque coopérant jusqu'à la fin des années 1970.
Ses liens avec l'Afrique sont profonds. Il est ainsi invité à Ouagadougou par Blaise Compaoré en 1991, pour exposer à la commission chargée d'élaborer la nouvelle constitution les principes qu'elle doit suivre et il participe par deux fois à des missions de réconciliation au Burundi en 1993 et 1995.

### Immigration
Issu lui-même de l'immigration, Stéphane Hessel est attaché au respect des droits de l'immigré. Il voit dans l'immigration une richesse potentielle pour la France. Il souhaite limiter l'immigration clandestine, favoriser et valoriser l'immigration officielle. Il est favorable au droit de vote des étrangers aux élections municipales.
En 1962, Stéphane Hessel crée l'Association pour la Formation des Travailleurs Africains et Malgaches (AFTAM), dont il devient le président. L’association propose aux travailleurs migrants l’apprentissage des techniques qui pourront leur être utiles dans leur pays d’origine. L’association se doit de se diversifier au fur et à mesure des années et s’engage alors dans l’accueil des demandeurs d’asile et réfugiés issus des pays en guerre. Elle ouvre alors des foyers d'hébergement notamment puis des Centre d'Hébergement et de Réinsertion Sociale (CHRS), diversifiant le public qu'elle accompagne. Anciennement l'AFTAM, l'association s'appelle aujourd'hui Coallia.
En 1996, il est choisi comme médiateur dans l'affaire — qui eut un grand retentissement dans l'opinion publique — des « sans-papiers » des églises Saint-Ambroise puis de Saint-Bernard, aventure dans laquelle il garde le sentiment amer d'avoir été joué, n'ayant pu obtenir qu'à peine 15 % des régularisations demandées.

### Prises de position sur le conflit israélo-palestinien

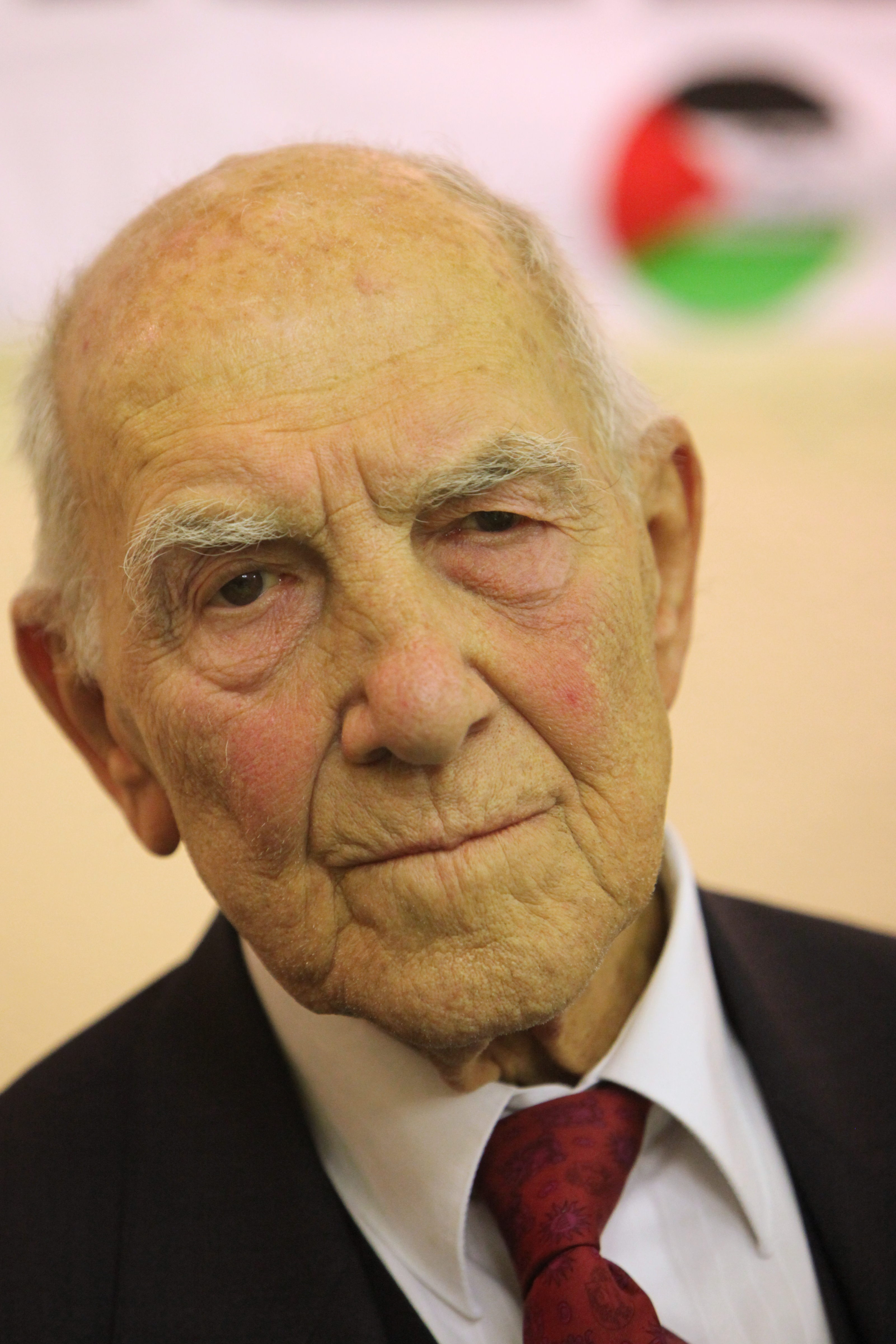
Stéphane Hessel en mars 2011.

En août 2006, Stéphane Hessel signe un appel contre les frappes israéliennes au Liban, paru dans Libération et L'Humanité.
Le 5 janvier 2009, Stéphane Hessel déclare à propos de l'offensive israélienne dans la bande de Gaza :

« En réalité, le mot qui s’applique — qui devrait s’appliquer — est celui de crime de guerre et même de crime contre l'humanité. Mais il faut prononcer ce mot avec précaution, surtout lorsqu’on est à Genève, le lieu où siège un haut-commissaire pour les droits de l'homme, qui peut avoir là-dessus une opinion importante. Pour ma part, ayant été à Gaza, ayant vu les camps de réfugiés avec des milliers d’enfants, la façon dont ils sont bombardés m’apparaît comme un véritable crime contre l’humanité. »

Le 4 mars 2009, Stéphane Hessel est membre du comité de parrainage du Tribunal Russell sur la Palestine. Il préside la conférence de presse organisée à l’occasion de son lancement. En novembre, il apporte son soutien à Salah Hamouri, un Franco-Palestinien emprisonné en Israël reconnu coupable, par la justice militaire israélienne, d'appartenance au Front populaire de libération de la Palestine (FPLP) et de complot d'assassinat.
Le 30 décembre 2009, Stéphane Hessel cite Israël dans une liste d’États « tyranniques », parmi la Chine, la Russie et l'Iran, avec lesquels le commerce ne doit pas primer les droits de l'Homme. Le 15 juin 2010, il appelle à participer au mouvement de boycott, désinvestissement et sanctions contre Israël. En octobre 2010, Pierre-André Taguieff critique Stéphane Hessel sur un réseau social, provoquant une polémique publique, au cours de laquelle le politologue développe les reproches qu'il fait à Hessel quant aux positions de ce dernier à l'égard d'Israël, qu'il juge « extrémistes ». Dans la même veine, Brigitte Stora s'est indignée des positions d'Hessel sur Israël et sur le crédit qui lui a été, selon elle, trop souvent accordé, du fait d'une lointaine ascendance juive (l'arrière-grand-père). Dans un chapitre sans concession, elle développe dans un livre ce qu'elle désigne comme une « indignation mortifère », sélective et infatigable à l'égard des juifs et d'Israël.
Le même mois, il se rend au Centre culturel français à Gaza, et y rencontre Ismaïl Haniyeh le chef du groupe Hamas, sur la liste terroriste de l'Union européenne.
Dans un entretien publié en janvier 2011 par le journal allemand Frankfurter Allgemeine Zeitung, Hessel déclare :

« Aujourd'hui nous pouvons constater ceci : la souplesse de la politique d'occupation allemande permettait, à la fin de la guerre encore, une politique culturelle d'ouverture. Il était permis à Paris de jouer des pièces de Jean-Paul Sartre ou d'écouter Juliette Gréco. Si je peux oser une comparaison audacieuse sur un sujet qui me touche, j'affirme ceci : l'occupation allemande était, si on la compare par exemple avec l'occupation actuelle de la Palestine par les Israéliens, une occupation relativement inoffensive, abstraction faite d'éléments d'exception comme les incarcérations, les internements et les exécutions, ainsi que le vol d’œuvres d'art. Tout cela était terrible. Mais il s'agissait d'une politique d'occupation qui voulait agir positivement et de ce fait nous rendait à nous résistants le travail si difficile,. »

À la suite de la controverse suscitée par ces propos, il clarifie en indiquant qu'il n'effectue « aucun parallèle entre l’horreur du nazisme et l’attitude illégale d’un État » (Israël), ajoutant qu'il souhaiterait pouvoir critiquer les actions du gouvernement israélien sans être taxé pour autant d'« antisémitisme ». Il regrette toutefois que les expressions qu'il a employées dans le Frankfurter Allgemeine Zeitung « étaient peut-être rapides, vite écrites, et vite lues ».
Dans un entretien avec le quotidien israélien Ha'aretz il se décrit comme un partisan d’Israël et comme une voix critique à l'encontre de ses gouvernements successifs. Il explique qu'ayant « vu de [s]es yeux la souffrance des Juifs » durant l'Holocauste, il souhaite voir un État israélien responsable qui garantirait la sécurité de ses ressortissants : « Israël doit être gouverné autrement pour assurer sa sécurité ». Partisan de la solution à deux États, il ajoute : « Tant qu'il y a une violence palestinienne mais pas un État palestinien, Israël est en danger, ne pouvant pas obtenir l'aide de la communauté internationale à l'encontre d'une entité qui n'est pas soumise au droit international ».
En 2012, dans son livre Le Rescapé et l'Exilé. Israël-Palestine, une exigence de justice, il explique l'antisémitisme qu'il décrit comme étant « naturel » : « Il y a les Juifs et ceux qui ne le sont pas. Cela signifie que l’antisémitisme est un sentiment totalement « naturel » pour les Juifs. Les Juifs pensent qu’ils ne peuvent pas être véritablement aimés par les autres, parce qu’ils bénéficient d’un rapport unique avec Dieu ». Le CRIF déplore ces propos.

#### Affaire du débat à l'ENS
Début janvier 2011, naît une polémique à propos de l'annulation d'une rencontre organisée à l'École normale supérieure (ENS) avec Stéphane Hessel. Le CRIF demande, en janvier 2011, au ministre des universités, Valérie Pécresse, et au rectorat de Paris, d'empêcher la tenue à l'ENS, d'un colloque-débat auquel devait participer Stéphane Hessel mais aussi Leïla Shahid, Haneen Zoabi (députée arabe au parlement israélien), Michel Warschawski, Élisabeth Guigou, Gisèle Halimi et Benoist Hurel (secrétaire général adjoint du Syndicat de la magistrature), sous prétexte que l'objet de ladite rencontre serait de promouvoir un boycott anti-israélien. Monique Canto-Sperber, directrice de l’ENS, annule ce débat le 12 janvier 2011, provoquant une polémique. Mediapart, en première ligne, dénonce les pressions revendiquées du CRIF et l'attitude de la direction de l'ENS, : plusieurs personnalités, dont Alain Badiou, Jacques Rancière et Esther Benbassa dénoncent un acte de censure et une atteinte à la liberté d'expression. Pour sa part, niant toute influence extérieure dans sa décision, Monique Canto-Sperber explique avoir annulé l'événement dans la mesure où, d'après elle, au lieu d'une simple rencontre entre Stéphane Hessel, quelques normaliens et les élèves de l'école, il se préparait un meeting ouvert à un large public extérieur autour d'une association pro-palestinienne appelant au boycott des professeurs israéliens.
Un rassemblement « pour soutenir la liberté d'expression », auquel a participé Stéphane Hessel, a lieu place du Panthéon. Au mois de mars 2011 des universitaires américains, canadiens et britanniques signent une pétition contre l'interdiction de la conférence de Stéphane Hessel.

### Indignez-vous!
En 2010, sur la proposition de Sylvie Crossman et de Jean-Pierre Barou, Stéphane Hessel publie son manifeste Indignez-vous ! dans lequel il encourage les générations montantes à conserver un pouvoir d'indignation. « La pire des attitudes est l'indifférence » écrit-il. Il y dénonce le système économique actuel fondé sur le profit individuel et propose un partage des richesses plus équitable. Il consacre également une grande partie du livre au conflit israélo-palestinien, prône l'insurrection pacifique et l'espérance.
Son livre, vendu à plus de 4 millions d'exemplaires dans près de 100 pays, met en évidence et amplifie les mouvements des indignés qui ont émergé en Espagne, en Grèce et aux États-Unis. L'intérêt suscité par cet ouvrage et son retentissement amènent Stéphane Hessel à approfondir son propos dans deux publications complémentaires : Engagez-vous ! (écrit dès 2009 et paru en mars 2011) et Le Chemin de l'espérance.
Toutefois, Indignez-vous ! suscite aussi des oppositions, comme celle de Pierre Assouline, qui écrit : « Cette manière de mettre ainsi sur une même ligne morale la situation des sans-papiers, la dérégulation du capitalisme et les crimes du totalitarisme national-socialiste devrait nous... indigner » ou celle de l'homme politique suisse Pierre Weiss, qui dénonce son « aveuglement » et son « indignation monomaniaque ».
Le jour de la mort de Stéphane Hessel, le 27 février 2013, le président du CRIF, Richard Prasquier, publie une lettre dans laquelle il se dit effaré « par le succès de son fascicule d'une indigente indignation », considère qu'Hessel « fut avant tout un maître à ne pas penser » et que sa « mise au pavois », « malgré ses accommodements avec la vérité historique et sa faiblesse argumentative, en dit beaucoup sur le désarroi intellectuel de notre société et sur le rôle aberrant qu'y joue le marketing des individus qu’on transforme  à bas prix en luminaires idéologiques,. »

### Divers

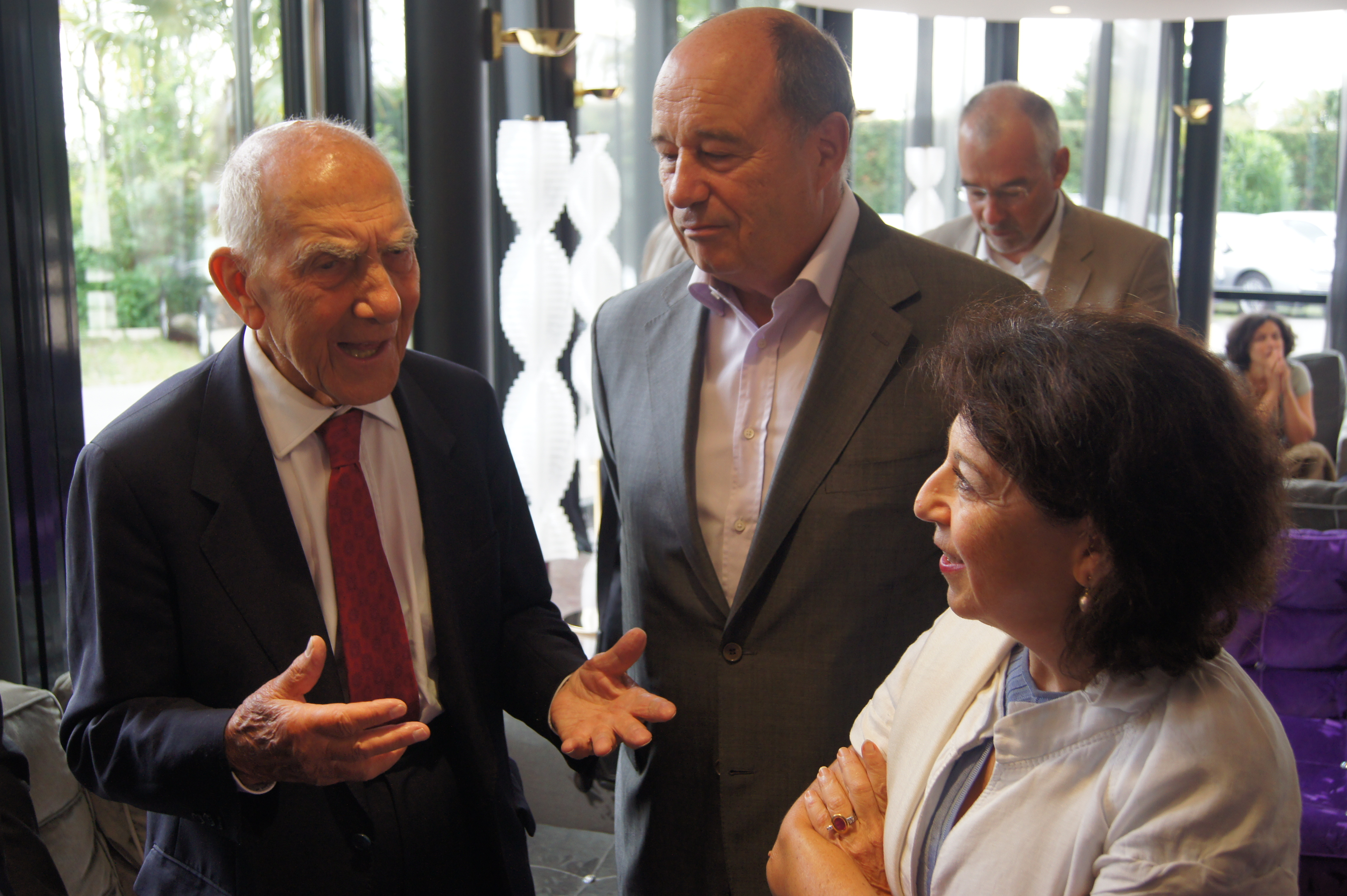
Stéphane Hessel, Jean-Michel Baylet et Corinne Lepage lors de la rencontre de parlementaires avec le 14e dalaï-lama à Toulouse le 15 août 2011.

Stéphane Hessel fait partie des membres fondateurs de la fondation Un monde par tous, créée en 1995 sous l'égide de la Fondation de France. Cette fondation promeut les objectifs de la Déclaration universelle des droits de l'homme et soutient des projets favorisant le dialogue entre les peuples et les actions de citoyenneté collective.
Il est membre du comité de parrainage de la Coordination française pour la Décennie de la culture de paix et de non-violence.
Il soutient, depuis sa création en 2001, le fonds associatif Non-Violence XXI. Il compte également parmi les membres fondateurs du Collegium international éthique, politique et scientifique en 2002, qu'il conçoit comme le lieu de l'engagement de l'intellectuel auprès du décideur.
Depuis 2007, Stéphane Hessel parraine également l'ONG Bibliothèques sans frontières, qui œuvre pour l'accès au savoir et l'appui aux bibliothèques en France et à travers le monde.
Depuis 2011, Stéphane Hessel parraine l'association Reporters d'Espoirs, qui travaille avec les médias pour diffuser les initiatives porteuses de solutions dans l'écologie et la solidarité auprès du plus grand nombre.
Comme il en témoigne dans le film de Sophie Lechevalier et Thierry Neuville, il a rencontré le dalaï-lama avant que ce dernier ne se voie attribuer le prix Nobel de la paix. Le 15 août 2011 à Toulouse, il rencontre pour la seconde fois le dalaï-lama, présentant sa conférence sur le thème du « Bonheur » qui rassemble environ 10 000 personnes. À la suite de cette rencontre, Déclarons la paix ! Pour un progrès de l'esprit, une conversation avec le dalaï-lama, est publié en 2012.
A l'initiative de l'association Info Birmanie, un dialogue entre Aung San Suu Kyi et Stéphane Hessel a été enregistré en février 2011 par RFI, un événement qu'il attendait depuis 12 ans.
En 2012, il soutient publiquement le chef Raoni dans son combat contre le barrage de Belo Monte. La même année, le 19 décembre, il appelle à se rendre au village des alternatives Alternatiba de Bayonne en déclarant : « Le dérèglement climatique s'aggrave et s'accélère, mettant à mal dès aujourd'hui les populations les plus pauvres de la planète et à moyen terme les conditions de vie civilisées sur Terre. Pourtant, les solutions au réchauffement climatique existent, les voies de la transition énergétique se multiplient ; elles sont d'ores et déjà expérimentées par des milliers d'associations, d'individus, de communes, de régions à travers la planète. Ces milliers d'alternatives participent au quotidien à la construction d'une société plus sobre, plus humaine, plus conviviale et plus solidaire ». Ce forum « sur l'urgence et la justice climatique », qui a eu lieu en octobre 2013, a été l'occasion de lui rendre hommage.
En 2013, Stéphane Hessel demande à Jean-Marc Ayrault de reconsidérer sa position à propos du projet d’aéroport de Notre-Dame-des-Landes, dans une interview du site Reporterre.

## Postérité

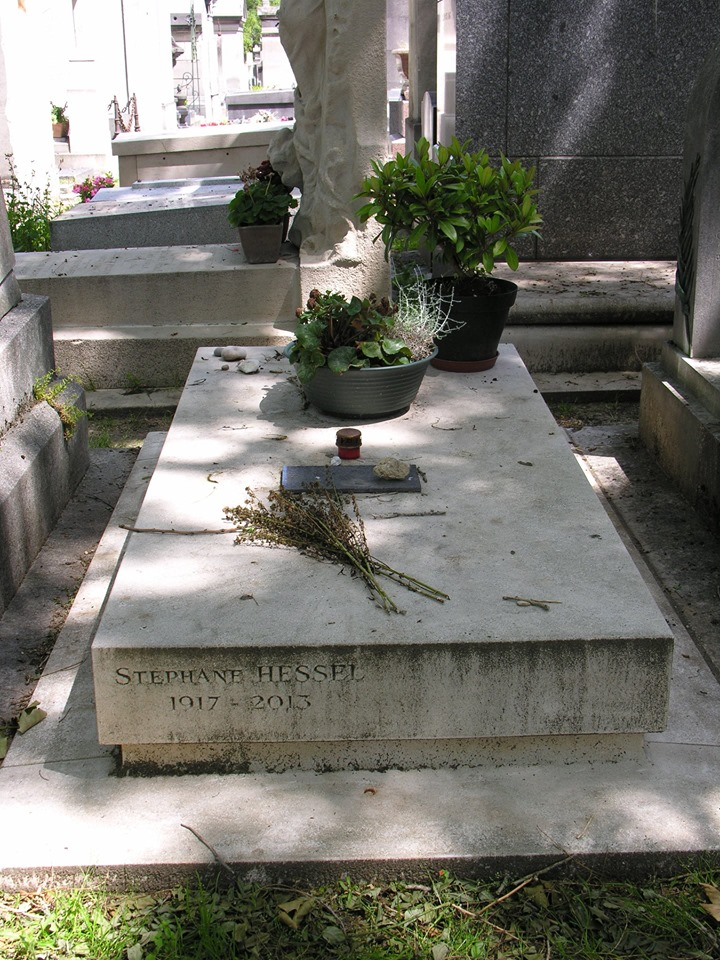
Tombe de Stéphane Hessel au cimetière du Montparnasse (division 27).

### Décès et réactions
Stéphane Hessel s'éteint dans le 14e arrondissement de Paris dans la nuit du 26 au 27 février 2013, à l'âge de 95 ans,.
Au soir de sa mort, un rassemblement est organisé dans la capitale française, place de la Bastille. Le Conseil des droits de l'homme des Nations unies à Genève observe une minute de silence à sa mémoire, un hommage sans précédent.
La presse se fait l'écho d'un « concert d'hommages » sur les plans national et international, émanant de toutes les tendances politiques. Cinq députés socialistes écrivent à François Hollande pour lui demander d’organiser un hommage national. Une proposition parue dans Libération, signée par des personnalités diverses (Eva Joly, le député PS Pouria Amirshahi, l'ancien député UMP Étienne Pinte, les historiens Pascal Blanchard et François Durpaire, la coprésidente d'Attac France, Aurélie Trouvé) vise à promouvoir l'entrée de Stéphane Hessel au Panthéon. Le président du Conseil représentatif des institutions juives de France (CRIF), Richard Prasquier, opposé de longue date à Hessel, se démarque de ces hommages et se prononce contre la mise au Panthéon, tandis que certains commentateurs considèrent qu'il y a de « l'hypocrisie » dans cette unanimité tardive autour de l'ancien résistant.
Il est enterré au cimetière du Montparnasse, dans la division 27, le long de l'allée Transversale.

### Hommage de la Nation
La République lui rend hommage, le 7 mars 2013, au cours d’une cérémonie dans la cour de l’Hôtel des Invalides. En cette occasion, l'historien Jean-Louis Crémieux-Brilhac, ancien Français libre, et le président de la République François Hollande, prononcent des discours.

### Autres hommages
- Le carrefour du boulevard Edgar-Quinet avec la rue de la Gaîté, dans le 14e arrondissement de Paris, porte désormais le nom de place Stéphane-Hessel ;

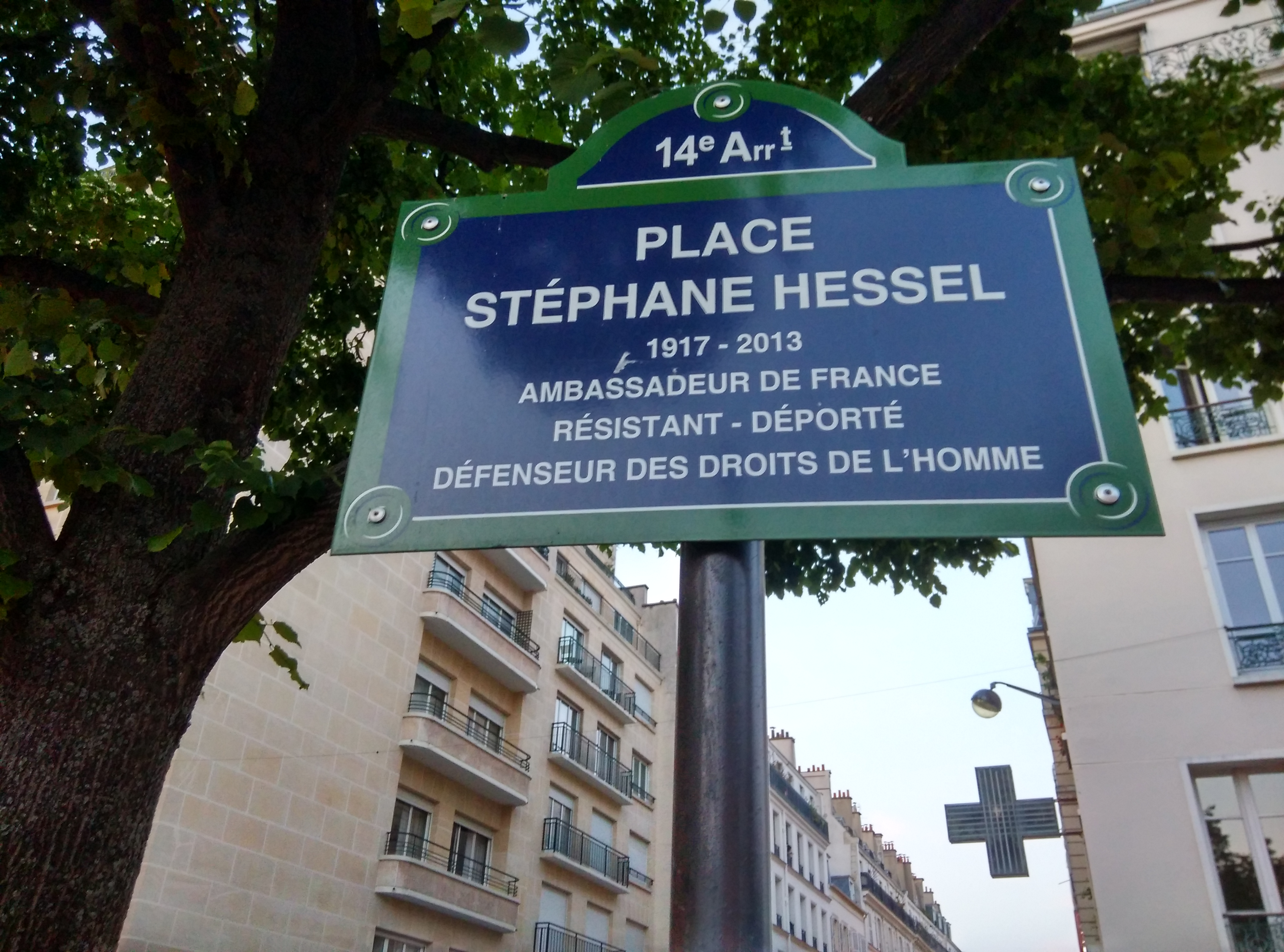
La plaque de rue de la place Stéphane-Hessel à Paris.

- La maison Stéphane-Hessel inaugurée en février 2016 à Lille regroupe une auberge de jeunesse, un centre d’innovation socio-économique et une crèche[149] ;
- Une école primaire du quartier centre-ville à Montreuil porte le nom de Stéphane Hessel[150] ;
- Les deux lycées d'Épernay (Marne), le lycée Léon-Bourgeois et le lycée Godart-Roger, se sont réunis en un seul et même établissement, le lycée Stéphane-Hessel.
- En 2013, le lycée Jolimont, à Toulouse, est rebaptisé lycée Stéphane-Hessel ;

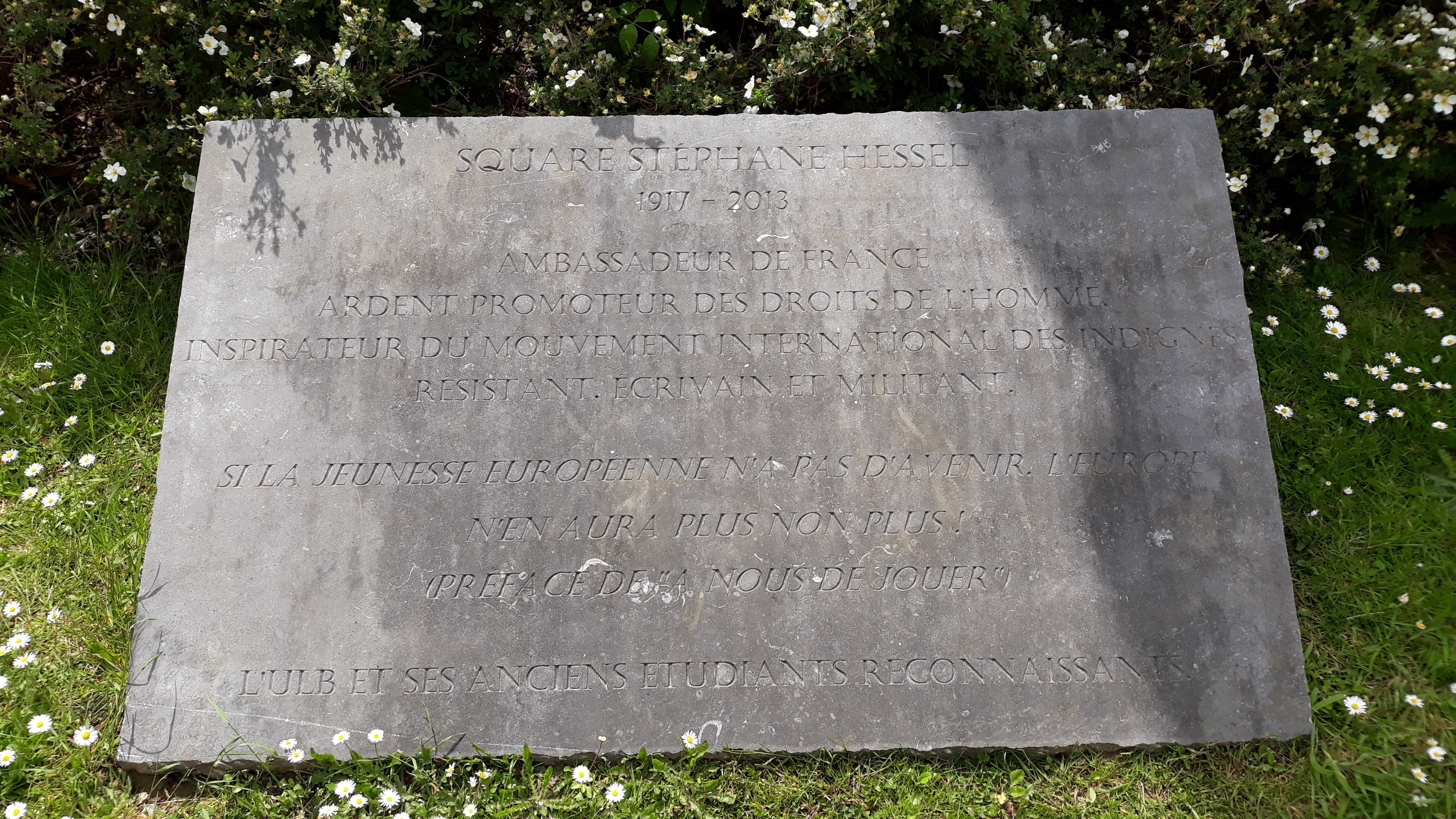
Plaque Square Hessel ULB Bruxelles.

- L'Université libre de Bruxelles, en Belgique, inaugure un square Stéphane Hessel en mai 2014[151] ;
- Une cafétéria Stéphane-Hessel est ouverte le 18 septembre 2017 au sein de l’Université de Nantes[152] ;
- HK & Les Saltimbanks, sur leur deuxième album Les Temps modernes (2012), chantent le titre Indignez-vous ![153] en hommage à Stéphane Hessel, notamment dans le refrain : « Indignez-vous ! C'est un vieux monsieur qui vous parle, brandissant son étoile, entendez-vous ? » ;
- En France (2023), 63 rues, avenues, ponts (etc.) sont nommés d'après l'ancien résistant[154].

## Distinctions

### Décorations
- Grand officier de la Légion d'honneur (décret du 13 juillet 2006).
- Grand-croix de l'ordre national du Mérite (décret du 15 novembre 1999).
- Médaille de la Résistance française avec rosette (16 janvier 1947)[155].

### Récompenses
- 1981 : élevé à la dignité d'ambassadeur de France.
- 14 décembre 1981 : promu au grade de Commandeur de l’ordre national de la Légion d’honneur
- 14 janvier 1986 : élevé à la dignité de Grand officier de l’ordre national du Mérite
- 2003 : Doctorat honoris causa de l'Université européenne des humanités, le 24 mars 2003[156]
- 2004 : prix Nord-Sud du Conseil de l'Europe.
- 2008 : prix Jean-Zay pour le livre de conversations Citoyen sans frontières.
- 10 décembre 2008, 60e anniversaire de la Déclaration universelle des droits de l'homme : devient le premier récipiendaire[157] du prix UNESCO/ Bilbao pour la promotion d’une culture des droits de l’homme[158].
- 19 mai 2009 : fait citoyen d'honneur de la ville d'Aubervilliers, par Jacques Salvator, maire de la ville[159].
- 2009 : prix Adam Mickiewicz pour la réconciliation et la paix en Europe (Comité Triangle de Weimar)[160].
- 2011 : Prix de l'Académie de Berlin

## Œuvres

### Livres
: document utilisé comme source pour la rédaction de cet article.
- Le Tourbillon de la vie, la véritable histoire de Jules et Jim en collaboration avec Manfred Flügge et Ulrich Hessel, Paris, Albin Michel, 1994  (ISBN 978-2-226074-75-1).
- Danse avec le siècle, Paris, Seuil, 1997, 312 p. (ISBN 2-02-023556-0) (autobiographie) .
- Dix pas dans le nouveau siècle, Paris, Le Seuil, 2002.
- Ô ma mémoire : la poésie, ma nécessité (88 poèmes commentés), Paris, Le Seuil, 2006 ; rééd. 2010.
- Citoyen sans frontières, conversations avec Jean-Michel Helvig, Paris, Fayard, 2008.
- Indignez-vous !, Montpellier, Indigène éditions, collection « Ceux qui marchent contre le vent », 2010  (ISBN 978-2-911939-76-1)[161].
- Pour une société meilleure !, avec Philippe. Bernard, Thierry Gaudin, Susan George, André Orléan, éd. de l'Aube, 2011.
- Engagez-vous !, entretiens avec Gilles Vanderpooten, éditions de l'Aube, série « Conversation pour l'avenir », 2011.
- Le Chemin de l'espérance, en collaboration avec Edgar Morin, Paris, éditions Fayard, 2011.
- Résistances, avec Aung San Suu Kyi, éditions Don Quichotte, 2011  (ISBN 2359490427).
- Le Rescapé et l'Exilé, coécrit avec Elias Sanbar, éditions Don Quichotte, 2012  (ISBN 978-2359490596).
- Vivez !, entretiens avec Édouard de Hennezel et Patrice van Eersel, éditions Carnets Nord, 2012.
- Exigez ! Un désarmement nucléaire total, avec Albert Jacquard et l'Observatoire des armements, Stock, 2012.
- Tous comptes faits… ou presque, Paris, Libella, 2012  (ISBN 9782266228527).
- À nous de jouer !, Paris, Éditions Autrement, 2013  (ISBN 978-2-7467-3427-2).
- Ma philosophie, avec Edgar Morin, entretiens avec Nicolas Truong, éd. de l'Aube, 2013.
- Palestine, la trahison européenne, avec Véronique De Keyser, Fayard, 2013.
- Dessine-moi un homme, avec Pascal Lemaître, éditions de l'Aube, 2016

### Ouvrages préfacés
- Guy Dhoquois et Régine Dhoquois, Le Militant contradictoire, L’Harmattan, Paris, 2004.
- Karim Lebhour, Jours tranquilles à Gaza, Paris, éditions Riveneuve, 2010.
- Robin Walter, KZ Dora, volume 1, éditions Des ronds dans l'O, 2010 ; évoque la résistance déportée à Buchenwald et à Dora[162].
- Anne Dhoquois, Bénévoles... et vous ?, Editions Autrement, Paris, 2011
- Henryane de Chaponay et Lygia Segala, Toile filante : rencontres, mémoires, parcours, 2012.
- Yves Créhalet, Le Lait et le Fiel, Paris, éditions Persée, 2012  (ISBN 978-2-8231-0158-4)[163].
- Justice pour la Palestine !, dirigé par Franck Barat et Virginie Vanhaerverbeke, qui rassemble les conclusions du Tribunal Russell sur la Palestine, Paris, éditions L'Herne, 2013  (ISBN 9782851979605).
- Henri Prochor, Israël-Palestine : vers une paix historique – Le scénario d'une sortie de crise au Proche-Orient, Paris, Éditions L'Harmattan, 2012  (ISBN 978-2-296-99310-5).
- Jean-Marie Muller, Entrer dans l'âge de la non-violence, Gordes, éditions Le Relié, 2011  (ISBN 978-2-35490-067-0).
- Dina Scherrer, Echec scolaire, une autre histoire possible- Le coaching au service des jeunes en difficulté, préface de Stéphane Hessel, éditions L'Harmattan, 2011.
- Sandrine Beau, Clémentine Beauvais, Annelise Heurtier, Agnès Laroche, Fanny Robin, Séverine Vidal, Anne-Gaëlle Balpe, On n'a rien vu venir – Roman à 7 voix, éditions Alice, 2012  (ISBN 978-2874261626).
- Laurent Muratet, Étienne Godinot, collectif avec entre autres : Akhenaton, Christophe André, Stéphane Hessel (préface), Jean-Marie Pelt, Pierre Rabhi, Matthieu Ricard, Jean Ziegler, Un nouveau monde en marche – Vers une société non-violente, écologique et solidaire, éd. Yves Michel, coll. « Société civile », 2012  (ISBN 978-2-36-429016-7).

### Disque
- Une voix pour la poésie, CD de 24 poèmes extraits de Ô ma mémoire : la poésie, ma nécessité, dits par Stéphane Hessel et mis en musique par Laurent Audemard, 68 min, Indigène éditions, 2013  (ISBN 979-10-90 354-33-3).

### Interviews audio et vidéo
- Appel à la commémoration du 60e anniversaire du Programme du Conseil national de la Résistance (2007), site alternatives-images.net. Il existe une copie de ce site web, hébergée par Internet Archive. Une copie des vidéos (dont celle de Stéphane Hessel) sont hébergées par Dailymotion. Le site alternatives-images.net a été mis en ligne hors ligne en 2011.
- Interviews télévisées datant de mars 2011 et de janvier 2012, diffusées sur Radio télévision suisse.
- Conférence Mp3 en ligne Stéphane Hessel : la résistance vous parle (2007).
- Interview d'une heure du 12 septembre 2008 par Zoé Varier sur France Inter.
- « Interview audiophonique sur son livre Indignez-vous ! (Génération 112) »(Archive.org • Wikiwix • Archive.is • Google • Que faire ?) (2010).
- Rediffusion d'une interview de Stephane Hessel (France Inter), datant du 24 novembre 2010.
- Archives INA des interventions audiovisuelles de Stéphane Hessel.
- Heinz-Norbert Jocks: Der Geist der Empörung. Ein Gespräch mit Stéphane Hessel wenige Monate vor seinem Tod. In: Lettre International. Nr. 100, 2013, P. 13–18.

## À propos de Stéphane Hessel

### Filmographie
- Antje Starost, Hans Helmut Grotjahn, Der Diplomat (Le Diplomate) (Allemagne, 1995). Un film documentaire-portrait de Stéphane Hessel.
- Abraham Ségal, Témoins pour la paix (France, 2003). Un voyage en Palestine auquel participent notamment Stéphane Hessel et Raymond Aubrac.
- Bernard Mounier, En toute humanité, 2005, 52 minutes. Portrait de Stéphane Hessel produit par la fondation Un monde par tous.
- David Mauas, Qui a tué Walter Benjamin… (Espagne, Pays-Bas, Allemagne, 2005). Un film documentaire dans lequel Stéphane Hessel remémore sa relation avec Walter Benjamin.
- Mechtild Lehning, Stéphane Hessel, série Mein Leben, Radio Bremen Film, Brème, 2008, 43 minutes, première diffusion en France sur Arte le 13 juin 2010 à 15 h 35.
- Stéphane Hessel, une histoire d'engagement, documentaire de Christine Seghezzi, sorti en 2008 au cinéma[164].
- Stéphane Hessel est l'une des personnes choisies pour témoigner de leur engagement dans la Résistance, dans :
  - Timothy Miller, Libres Français de Londres, juin 1940-juin 1944, Cinétévé, ECPAD, 2010 ; ce documentaire a été diffusé sur France 2 le 8 juin 2010.
  - Walter, retour en résistance, 2009.
- Dans le téléfilm Alias Caracalla, réalisé par Alain Tasma en 2013, Stéphane Hessel est interprété par Milan Mauger.
- Dans le film L'Instinct de Résistance de Jorge Amat, où il raconte son expérience des camps de concentration à côté du témoignage de Pierre Daix, Serge Silberman et Armand Gatti.

### Divers
- Stéphane Hessel – L'éternel indigné, une application pour iPad proposée par le journal Le Monde[165].